# Il regno (film 2018)
Il regno (El reino) è un film del 2018 diretto da Rodrigo Sorogoyen.
Il film, incentrato sullo scandalo della corruzione in Spagna, è prodotto da diverse case di produzione spagnole e francesi.

## Trama
Manuel López Vidal è un vicesegretario regionale dalla vita apparentemente perfetta: astro nascente della politica locale, è esponente di un partito che il film mai nomina né colloca politicamente. L'intraprendente ed elegante Manuel sembra destinato a ereditare lo scettro di un potentato regionale, finché non viene coinvolto in uno scandalo di corruzione che arriva a coinvolgere l'intero sistema.
Il partito reagisce e si mobilita per cacciare le «mele marce» e accentrare così le colpe su alcuni colpevoli evidenti (e quindi ormai politicamente spacciati) al fine di placare l'opinione pubblica. Manuel, a cui manca la terra sotto i piedi, cerca di proteggersi minacciando di rivelare tutte le operazioni illecite in cui è implicato il partito, e si lancia nella rocambolesca ricerca di carte incriminanti.

## Distribuzione
A settembre 2018 il film è stato presentato in anteprima al Toronto International Film Festival e al Festival internazionale del cinema di San Sebastián; a novembre 2018 al Torino Film Festival nella sezione After Hours. È stato distribuito nelle sale cinematografiche spagnole il 28 settembre 2018, mentre in quelle italiane il 5 settembre 2019, distribuito da Movies Inspired, e selezionato dal Premio Lux 2019.

## Critica
Il film è stato selezionato tra i tre finalisti del Premio Lux, riconoscimento attribuito dal Parlamento europeo ad opere cinematografiche europee che si distinguono per la capacità di trattare temi rilevanti nel dibattito sociopolitico e dunque di contribuire alla costruzione di una comune identità. Secondo la direzione generale della Comunicazione del Parlamento Europeo, "Il regno è un thriller politico, che mette a nudo la corruzione che corrode il mondo della politica, scavando sotto la superficie per mostrare come il marcio si diffonda, quasi fosse un processo naturale, tra gli uomini e le donne convinti che determinati comportamenti siano perfettamente normali. Antonio de la Torre regala un’interpretazione esemplare nel ruolo di un uomo disperato, determinato a non pagare il prezzo della sua stessa vanità."
È stato ben ricevuto dalla critica, dalla maggior parte dei giornali e delle riviste online che l'hanno recensito; secondo Rotten Tomatoes, la critica lo valuta in media al 91% e il pubblico all'81%.
In particolare, le pubblicazioni di punta lo hanno apprezzato: The Guardian gli dà 3 stelle su 5 in una recensione di Leslie Felperin, che scrive: "Questo è uno dei rari film che iniziano come una faticata ma diventano sempre più coinvolgenti mano a mano che si sviluppano"
Il critico Dennis Harvey scrive su Variety: "Il Regno fa mostra di un vasto cast di personaggi interpretati con maestria, le cui relazioni (e ancor di più lo schema complessivo dei giochi di corruzione) sono spesso difficili da mantenere chiare. Ma il cappio di complicazioni della sceneggiatura, che si stringe gradualmente, e l'agile mano registica di Sorogoyen - che mantiene un certo distacco ironico perfino quando le azioni di Manuel raggiungono alti vertici d'intensità - rendono l'impatto del tutto ben più significativo della chiarezza dei suoi fitti dettagli."
Sandra Hall, del Sidney Morning Herald, dà 4 stelle su 5 e scrive: "La sceneggiatura, scritta dal regista e dalla sua regolare collaboratrice Isabel Peña, non fa concessioni quando si tratta di complicazioni dell'intreccio. Si aspetta che tu tenga il passo [...], devi stare in allerta, ma è parte del divertimento."
Secondo Daniel Martìnez Mantilla, sulla rivista spagnola Fotogramas, Il regno è un film importante, una dura e necessaria critica al sistema"

## Riconoscimenti
- 2018 - Concha d'Oro, Festival di San Sebastian
  - Candidato
- 2019 - Medallas del Círculo de Escritores Cinematográficos
  - Miglior film
  - Miglior regia
  - Miglior attore (Antonio de la Torre)
  - Miglior attore secondario (Luis Zahera)
  - Miglior sceneggiatura originale
  - Miglior montaggio
- 2019 - Premio Goya
  - Miglior regista a Rodrigo Sorogoyen
  - Miglior attore protagonista a Antonio de la Torre
  - Miglior attore non protagonista a Luis Zahera
  - Miglior sceneggiatura originale a Isabel Peña e Rodrigo Sorogoyen
  - Miglior montaggio ad Alberto del Campo
  - Miglior colonna sonora a Olivier Arson
  - Miglior sonoro a Roberto Fernández e Alfonso Raposo
  - Candidatura per il miglior film
  - Candidatura per la migliore attrice non protagonista a Ana Wagener
  - Candidatura per il miglior attore rivelazione a Francisco Reyes
  - Candidatura per la miglior produzione a Iñaki Ros
  - Candidatura per la miglior fotografia a Alejandro de Pablo
  - Candidatura per i migliori effetti speciali a Óscar Abades e Helmuth Barnert
- 2019 - Premio Lux
  - Finalista